# Probole alienaria
Probole alienaria är en fjärilsart som beskrevs av Herrich-Schäffer 1858. Probole alienaria ingår i släktet Probole och familjen mätare. Inga underarter finns listade i Catalogue of Life.